# José Luis Retana Gozalo

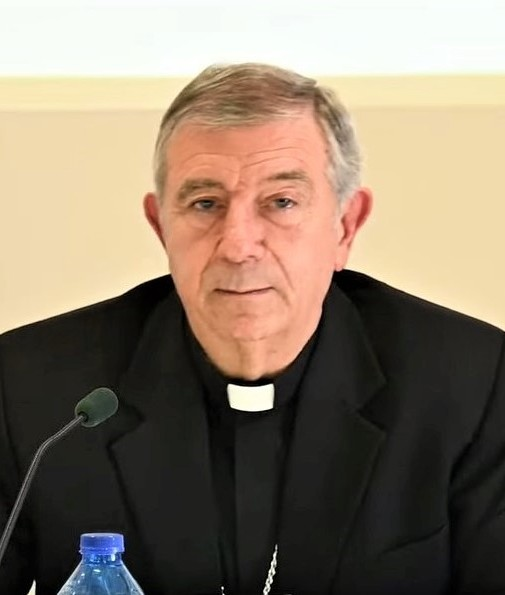
José Luis Retana (2021)

Bischofswappen José Luis Retana Gozalos als Bischof von Plasencia

José Luis Retana Gozalo (* 12. März 1953 in Pedro Bernardo, Provinz Ávila) ist ein spanischer Geistlicher und römisch-katholischer Bischof von Ciudad Rodrigo und Salamanca.

## Leben
José Luis Retana Gozalo empfing am 29. September 1979 das Sakrament der Priesterweihe für das Bistum Ávila.
Am 9. März 2017 ernannte ihn Papst Franziskus zum Bischof von Plasencia. Der Erzbischof von Valladolid, Ricardo Kardinal Blázquez Pérez, spendete ihm am 24. Juni desselben Jahres die Bischofsweihe. Mitkonsekratoren waren der Erzbischof von Mérida-Badajoz, Celso Morga Iruzubieta, und der Bischof von Ávila, Jesús García Burillo.
Papst Franziskus bestellte ihn am 15. November 2021 zum Bischof von Ciudad Rodrigo und Salamanca unter gleichzeitiger Vereinigung beider Bistümer in persona episcopi. Am 8. Januar 2022 erfolgte die Amtseinführung in Ciudad Rodrigo und am Folgetag in Salamanca.